# میلان ماچوان
میلان ماچوان (صربی: Милан Мачван، زاده ۱۶ نوامبر ۱۹۸۹) بازیکن بسکتبال اهل صربستان است.
وی سابقه عضویت در تیم‌هایی همچون پارتیزان و المپیا میلان را در کارنامه دارد.